# مديرية رجوزة

تعديل مصدري - تعديل

مديرية رجوزة إحدى مديريات محافظة الجوف في اليمن. بلغ عدد سكانها 73723 نسمة عام 2004.